# Германский орден (организация)

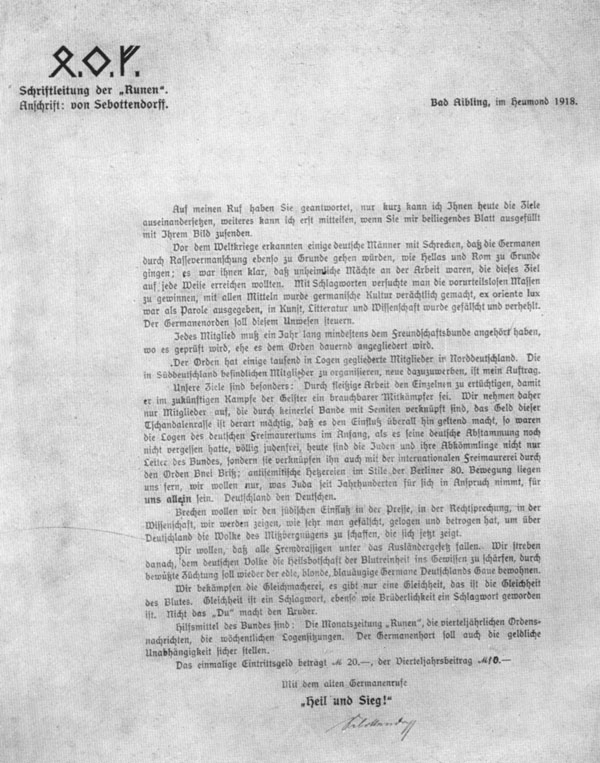
Проспект «Германского ордена», Орденская провинция Бавария, Бад-Айблинг, 1918

«Германский орден» (нем. Germanenorden; Тевтонский орден) — оккультное тайное крайне антисемитское неоязыческое общество в рамках немецкого националистического движения фёлькише, существовавшее в Германии в начале XX века. Его целями были мониторинг евреев и распространение антисемитских материалов.
Germanenorden был основан в Берлине в 1912 году Теодором Фричем и несколькими выдающимися немецкими оккультистами, включая Филиппа Штауфа, который занимал пост в Обществе Гвидо фон Листа и «Высшем арманистском ордене», а также Германа Поля, который стал первым лидером Germanenorden. Орден был тайным движением, стремившимся создать небольшую, но преданную своему делу группу
Являлся сестринской организацией более открытого «Имперского союза молота» (Reichshammerbund), также основанного в 1912 году Фричем; Germanenorden был подпольной группой для ведущих членов Reichshammerbund, которые хотели работать тайно.
Общество оказало влияние на нацизм.

## История
Основатель ариософии Гвидо фон Лист предпочитал роль мистагога и мастера в окружении учеников, поэтому он ставил задачу передать идей последователям из различных расистских организаций вильгельмовской Германии. Среди тех, на кого его идеи производили глубокое впечатление были полковник Карл Август Хельвиг, Георг Хауэрштайн старший, Бернард Кернер, Филипп Штауфф и Эберхард фон Брокхузен. Посредством этих лиц оккультно-националистическое учение Листа было заимствовано в правые организации Германии. Хельвиг и Хауэрштайн стали одними из основателей Reichshammerbund, созданной в мае 1912 в Лейпциге, а Керенер, Штауфф и Брокхузен занимали ключевые посты в Germanenorden, подпольной филиации последней. Reichshammerbund и Germanenorden были крайне антисемитскими группами, многое почерпнувшими у Теодора Фрича, наиболее крупной фигуры предвоенного немецкого антисемитизма и немецкой политики периода между 1900 и 1914 годами.
В 1912 году Генрих Класс, лидер антисемитов в Лиге пангерманистов под влияние внешнеполитических проблем опубликовал политический манифест «Если бы я был Кайзером!», призвавший к установлению диктатуры и роспуску парламента, и обличавший евреев. Фрич опубликовал в своём журнале «Молот» обзор книги и дал рекомендации своим читателям к немедленному исполнению её идей. 24-25 мая 1912 года Фрич в своём доме в Лейпциге провёл встречу с двадцатью влиятельными пангерманистами и антисемитами. В результате были созданы две группы, ставившие целью распространение их идей в немецком обществе. История Germanenorden ближе связана с идеями Листа, чем Reichshammerbund. Идея создания антисемитского общества, организованного по образцу тайной масонской ложи появилась у фёлькише около 1910 года. Некоторые сторонники антисемитизма считали, что «масштабное влияние» евреев на немецкую общественную жизнь является результатом всепроникающего тайного еврейского заговора; с этим заговором можно справиться только с помощью аналогичной антисемитской организации. Весной 1910 года в статье известного фёлькише журналиста Филиппа Штауффа была упомянута идея антисемитской ложи, в которой имена членов держались бы в секрете, чтобы препятствовать проникновению врагов. В 1911 году Иоханнес Геринг из мюнхенской группы «Молот», известной также как Alldeutscher Verband, который хорошо знал Листа и Ланца фон Либенфельса, написал Штауффу о франкмасонах. По словам Геринга, он сам был франкмасоном с 1894 года, но этот «древний немецкий институт» был осквернён евреями и новыми идеями. Он предложил «возродить» «арийскую» ложу.
В конце 1911 года примерно пятидесяти возможным сотрудникам-антисемитам пришли письма от Германа Поля с предложением создания общества. Согласно Полю, магдебургской группой «Молот» уже была создана ложу, основанная на расовых идеях и ритуалах германского язычества. Группа «Молот» появилась в Магдебурге осенью 1910 года, и некий Хейнатц стремился сделать из её ядра ложу. 5 апреля 1911 года была создана ложа Вотана, избравшая своим мастером Германа Поля. 15 апреля появилась Великая ложа, великим мастером которой стал Фрич; работа над её правилами и ритуалами была выполнена ложей Вотана. 12 марта 1912 года по инициативе Фрича организация стала именоваться Gertmanennorden.
В 1912 году ложи Germanenorden быстро распространились по всей Северной и Восточной Германии. В июле 1912 года Полем был выпущен первый информационный бюллетень Germanenorden, сообщавший о торжественном открытии лож в Бреслау, Дрездене и Кенигсберге; ложи в Берлине и Гамбурге в то время уже действовали. Число братьев насчитывало 140 человек; к декабрю 1912 года число возросло до 316, включая города Бреслау, Дрезден, Кенигсберг, Гамбург, Берлин и Ганновер. В январе 1913 года была создана ложа в Дуйсбурге. Поль принял титул секретаря и подписывался как «канцлер Ордена». В 1913 году ложи появились в Нюрнберге и в Мюнхене.
Первая мировая война нанесла по обществу существенный удар. Многие братья погибли в боях, имелись проблемы с финансированием Некоторых влиятельных братьев перестало устраивать руководство Поля. На тюрингианском собрании в Готе 8 октября 1916 года берлинские братья выступили с требованием освободить Поля от поста канцлера. Поль объявил себя канцлером отделившегося Gennanennorden Walvater Священной Чаши, которая была оппозиционной к ложам Силезии (Бреслау), Гамбурга, Берлина и Остерланда (Гера). Поль получил поддержку в Берлине Фрииза и Браунлиха, основавших новые ложи в этом городе и Гросс-Лихтерфельде. Первоначальный Орден был возглавлен генерал-майором Эрвином фон Хаймердингером, ставшим канцлером, доктором Геншем как казначеем общества и Вернером Кернером — хранитель родословной Grossippenviahrer. Они требовали строгой секретности документации общества и приняли решение, что станут анонимными и будут обозначаться рунами.
Новый виток активности берлинского Ордена, его ортодоксального крыла произошёл благодаря усилиям журналиста и члена Общество Листа Филиппа Штауффа. От имени Генриха Крэгера совместно с Альфредом Брюннером, основавшим в 1918 году Deutsch-Sozialistische Partei, Штауфф выпустил Semi-Gotha и Semi-Allianen, генеалогический указатель, целью которого было опознавать евреев в числе немецких аристократов для «очищения» их среды. Указатель был выпущен сериями между 1912 и 1914 годами. В связи с ним Штауфф привлекался ксуду. По образцу Немецкого литературного календаря Киршнера был создан указатель Semi-Kirschner, содержащий сведения об общественно активных евреях, известных писателях, актерах, банкирах, военнослужащих, врачах и юристах. Это издание также вызвало общественный протест в 1914 году.
Поль оставил себе печати и бланки старого Ордена имел возможность осуществлять выпуск циркулярных писем и бюллетеней от имени «подлинного» Ордена. После перемирия в ноябре 1918 года братья старого Ордена занялись его восстановлением. Великим мастером стал Эберхард фон Брокхузен, который был крупным бранденбургским землевладельцем и щедро спонсировал Общество Листа. В этот период его занимали мятежи польских наёмных рабочих в его поместьях. В начале 1919 года фон Хаймердингер обратился к нему с просьбой сложить полномочия. Брокхузен, однако, не отошёл от дел. В конце лета Хаймердингер также сложил полномочия, передав их великому герцогу Иоганну Альбрехту Мекленбургскому, который 6 февраля 1920 года умер от сердечного приступа. Брокхузеном был сохранён пост. В 1921 году он принял созданную им же конституцию, предполагавшую сложную организацию иерархии общества, включая степени, круги и периферические «цитадели», что имело целью сохранить секретность в рамках общенемецкой сети местных групп, связанных с военизированными организациями фёлькише, в том числе Deutschvölkisch: Schutz- und Trutzbund.
Провинциальные ложи занимались подготовкой к убийствам важных общественных деятелей Веймарской республики, ставшей для радикальных националистов олицетворением поражения и позора. В 1921 году Germanenorden стала прикрытием для политических убийц. Так, Генрих Шульц и Генрих Тиллессен, на которых после демобилизации сильно повлияло фёлькише, убили Матиаса Эрцбергера, бывшего министра финансов, которого националисты ненавидели за подписание перемирия. В июне 1920 года в Регенсбурге будущие преступники встретились с Лоренцом Мешем, местным главой Germanenorden. В мае 1921 они отправились в Мюнхен, где человек, представлявший исполнительную власть Germanenorden дал им приказ убить Эрцбергера. Ордену также принадлежит попытка убийства республиканского писателя Максимилиана Хардена. Атмосфера таинственности и идеология общества воодушевляли участников движения фёлькише на убийства евреев и тех республиканских деятелей, которых они считали «врагами немецкой нации».
После 1921 года «подлинная» Germanenorden стала одной из групп среди большого числа правых и антисемитских организаций, поддерживаемых реваншистами и недоброжелателями Веймарской республикой.

## Идеология
Согласно программе, разосланной по подразделениям, основная задача Germanenorden заключалась в борьбе против евреев и их деятельности посредством создания центра, собирающем антисемитические материалы, которыми все желающие могли бы воспользоваться. Дополнительная задача состояла во взаимопомощи братьев в связи с деловыми контрактами и финансированием. Братья обязывались участвовать в распространении журналов фёлькише, в особенности «Молота», как «наиболее радикального оружия против евреев и других врагов человечества». На идеологию Germanenorden оказало влияние ариософия. В Орден могли вступить только мужчины и женщины, имеющие безупречное германское происхождение. Специальная анкета содержала информацию о характеристиках кожи, глаз и волос вступающего в общество. Наиболее предпочтительным считался цвет волос от светлых к русым, глаз — от голубых к светло-карим, кожа предпочиталась бледная. Принимались во внимание личные особенности родителей, дедушки и бабушки, супруги или супруга. Согласно руководству к приему в члены Ордена, следовало воздерживаться от принятия тех, кого считали «физически неполноценными» и имеющими «отталкивающий вид». Руководство указывало кандидатам на номера националистического журнала Ostara, вышедшие между 1908 и 1913 годами и посвященные расовой соматологии. Согласно бюллетени Germanenorden, что законы Ордена были созданы после обсуждения их с Карлом Августом Хельвигом из Armenenschaft. Ритуал общества также оказался заимствованным у Armenenschaft.
Эмблемы Germanenorden также имели ариософские истоки. С середины 1916 года официальный информационный бюллетень Ордена, Allgemeine Ordens-Nachrichten изображал на фронтисписе свастику, которая была совмещена с крестом. Временами в издании печаталась реклама драгоценностей, таких как колца, подвески, булавки и со включением различных рун или свастики. Фирмой-поставщиком был Дом Эклоха Люденшайда в Вестфалии, который работал на основе проектов, созданных членами Общества Листа в период Первой мировой войны. Свастика имела распространение в движении фёлькише, используясь несколькими объединениями в Германии. Предположительно, посредством Germanenorden, а Общества Туле она была усвоена национал-социалистами.
Церемонии и ритуал Germanenorden соединили расистские, масонские и вагнерианские мотивы. В приглашении на церемонию посвящения в берлинской области 2 января 1914 года указывалось, что братья должны иметь определённую форму одежды, а новым кандидатам необходимо пройти расовые тесты берлинского френолога Роберта Бюргера-Вилингена, которым был изобретён «пластометр», инструмент, «определяющий» «расовую чистоту» через измерения черепа. Согласно документам от 1912 года на церемонии посвящения новичков мастер размещался переднем плане, находясь под балдахином, по обе стороны от него стояли два рыцаря с белыми сутанами и рогатыми шлемами, руками опираясь на шпаги; перед ними стояли казначей и секретарь с белыми масонскими поясами, в центре зала находился глашатай; в конце зала рядом с чашей Грааля располагался певец в белой мантии, перед ним находился мастер церемоний в голубой мантии. Позади Грааля располагалась музыкальная комната, где под фисгармонию и пианино пел маленький хор «лесных эльфов». Ритуал начинался в сумерки, братьями совершался жест, который символизировал свастику, и мастер отвечал им. Мастер приближался к обращаемому и совершал магические действия с помощью копья Вотана. Члены ложи олицетворяли главных персонажей германской мифологии.
В январе 1912 года Герман Поль составил письменное обращение к «преданным ложам», акцентировав внимание на верности, а не многочисленности последователей, необходимых для «арио-германского религиозного возрождения», строгого повиновения и служения пангерманской «Арманистской империи». Он писал о необходимости восстановления расовой чистоты немецкой нации через исключение «паразитических и революционных элементов» — евреев, выродков и цыган. Филипп Штауфф, будучи членом Общества Листа в своём эзотерическом трактате «Руны домов» (1912) соединил идею Листа об арманистских реликтах с представлением, что древнюю руническую мудрость сохраняют геометрические конфигурации бревенчатых домов в Германии.

## Влияние на нацизм
Герман Поль и его Germanenorden Walvater в конце 1916 привлекла внимание Рудольфа фон Зеботтендорфа. Он вступил в отколовшийся Орден. Ему удалось восстановить баварское отделение общества в Мюнхене на рождество 1917 года. Мюнхенская ложа Germanenorden Walvater была официально открыта 18 августа 1918 года и получила название «Общество Туле». Так Зеботтендорф заложил фундамент организации фёлькише, ставшей причиной появления национал-социалистической партии. В целом Зеботтендорф возродил Germanenorden и ариософию.
Вопреки распространённому мнению, идея сделать свастику символом нацистского движения не принадлежала лично Гитлеру. Хотя Немецкая рабочая партия (DAP) (предшественница NSDAP) и Общество Туле имели некоторые идеологические расхождения, они пользовались общим символом — свастикой. Первоначальный дизайн нацистского флага принадлежит Фридриху Крону, зубному врачу, а также члену Общества Туле и Germanenorden, имевшему репутацию в DAP, богатую домашнюю библиотеку которого посещал Гитлер. В мае 1919 года Крон составил меморандум «Может ли свастика служить символом национал-социалистической партии?», где предложил левонаправленную свастику, то есть направленную по часовой стрелке, как в теософии и Germanennorden, в качестве символа DAP. Такое направление свастики он выбрал, поскольку в буддизме оно символизирует удачу и здоровье, тогда как правая ориентация, против часовой стрелки, — упадок и смерть. Большинство свастик Общества Листа и Общества Туле имели, однако, правую ориентацию. Гитлер отдавал предпочтение ориентированной вправо свастике с прямыми линиями. В ходе обсуждений в комитете DAP он смог убедить Крона изменить проект. Крону принадлежит и авторство распределения цветов: чёрная свастика в белом кругу на красном фоне. Впервые данный флаг нового движения, предложенный Кроном и модифицированный Гитлером, появился на митинге НСДАП в Штарнберге 20 мая 1920 года.